# پاتریشیا باربیزت
پاتریشیا باربیزت (انگلیسی: Patricia Barbizet؛ زادهٔ ۱۷ آوریل ۱۹۵۵) اهالی کسب‌وکار اهل فرانسه است. وی برندهٔ جوایزی همچون لژیون دونور (شوالیه) شده‌است.